# Andrómeda I
Andrómeda I es una galaxia enana esferoidal a unos 2,64 millones de años luz de la Tierra en la constelación de Andrómeda. Es una galaxia satélite de la galaxia de Andrómeda (M31) y por tanto miembro del Grupo Local. Visualmente se encuentra 3,5º al sur y ligeramente al este de M31. Fue descubierta por Sydney van Der Bergh en 1970.
Estudios realizados con el telescopio espacial Hubble han encontrado que entre las estrellas de la rama horizontal, al igual que en otras galaxias enanas esferoidales, predominan las estrellas rojas. Esto, junto a la abundancia de estrellas azules y estrellas RR Lyrae en la rama horizontal, lleva a la conclusión de que ha existido una época extensa de formación estelar. También se ha encontrado un cúmulo globular en Andrómeda I, siendo la galaxia menos luminosa en donde se ha encontrado un cúmulo de este tipo.